# Rofan

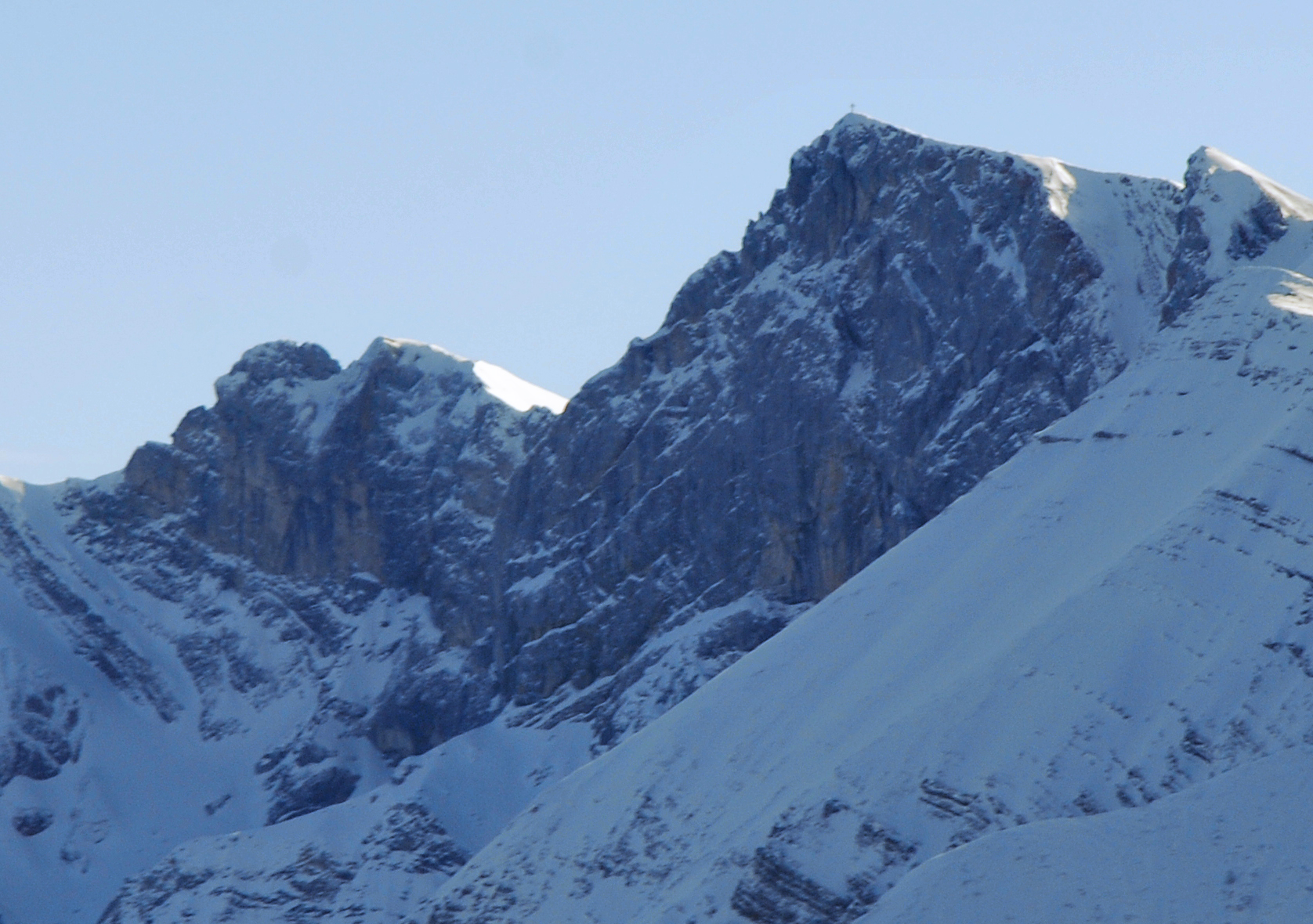
Hochiss

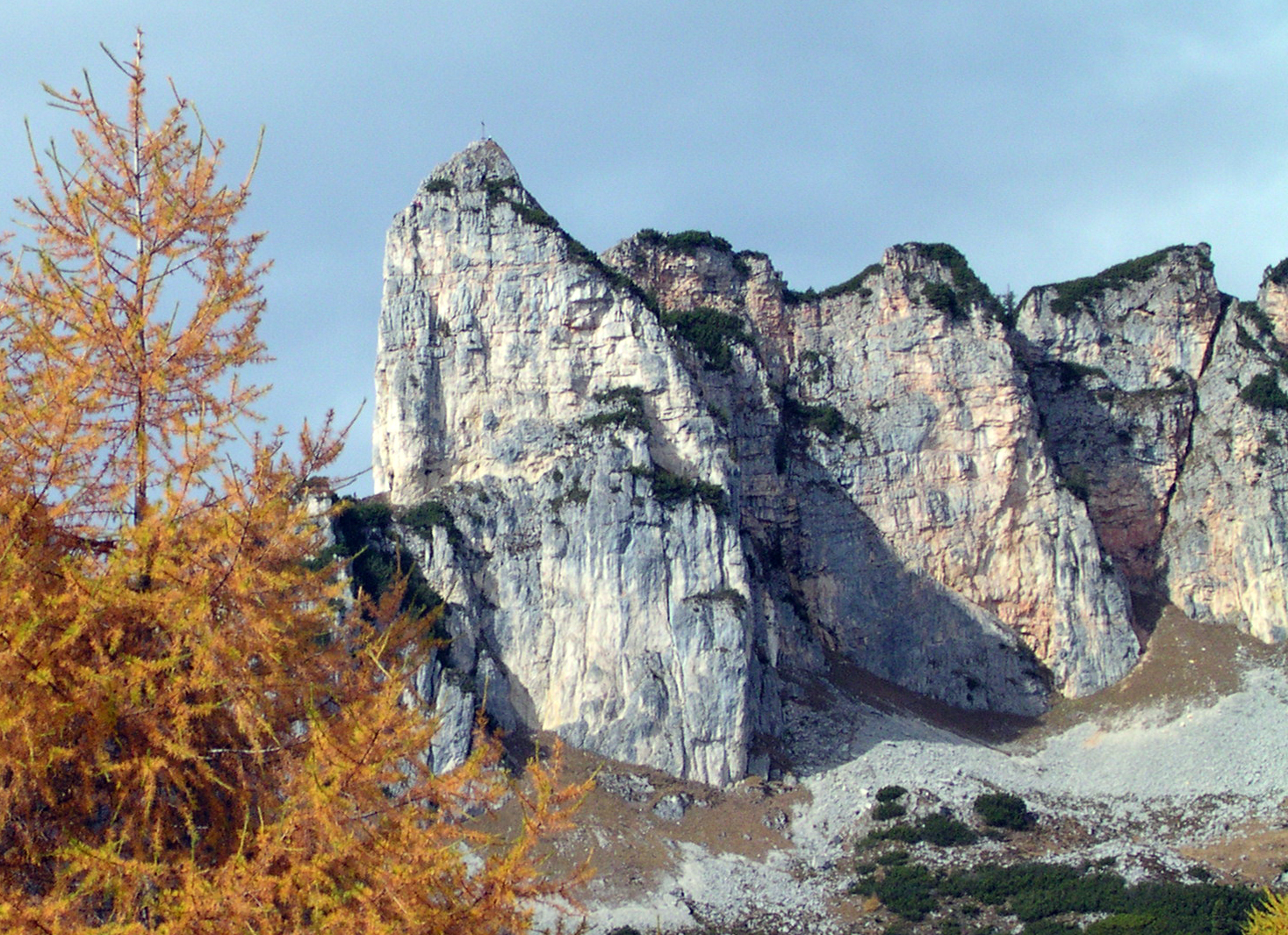
Dalfázer

Brandenberger Alpen (Rofangebirge, Rofan) – pasmo górskie w Północnych Alp Wapiennych. Leży w Austrii, w kraju związkowym Tyrol. Najwyższym szczytem jest Hochiss, który osiąga 2299 m. Głównym miastem regionu jest Kufstein.
Pasmo graniczy z: Bayerische Voralpen na północy, Kaisergebirge na wschodzie, Alpami Kitzbühelskimi na południowym wschodzie, Tuxer Alpen na południu oraz z pasmem Karwendel na zachodzie.
- Rofanstock - Hochiss (2299 m)
- Brandenberger Alpen - Guffertspitze (2194 m),
- Heubergkette - Heuberg (1746 m).

Najwyższe szczyty:
- Hochiss (2299 m),
- Seekarlspitze (2261 m),
- Rofanspitze (2259 m),
- Roßkopf (2257 m),
- Streichkopf (2243 m),
- Spieljoch (2236 m),
- Dalfázer (2233 m),
- Sagzahn (2228 m),
- Vorderes Sonnwendjoch (2224 m),
- Haidachstellwand (2192 m),
- Schokoladetafel (2165 m).

Schroniska:
- Bayreuther Hütte  (1600 m),
- Dalfazalm  (1693 m),
- Erfurter Hütte  (1834 m),
- Gufferthütte  (1475 m),
- Kaiserhaus  (750 m),
- Kufsteiner Haus  (1562 m).